# 新潟県立十日町総合高等学校
新潟県立十日町総合高等学校（にいがたけんりつ とおかまちそうごうこうとうがっこう）は、新潟県十日町市高山に所在する県立の総合高等学校である。略称は「十総」（とうそう）または総合、英略は『TS』。

## 沿革
- 1962年1月1日 新潟県立十日町高等学校の農業科、被服科染織科、被服科を分離独立をせしめ、新潟県立十日町実業高等学校として設立。
- 1962年4月1日 新潟県立十日町高等学校西校舎（十日町市高山乙536番地）を校舎として開校。  農業科、染織科、被服科各々3学級、計9学級をもって発足。
- 1962年12月10日 染織科特別教室棟竣工。
- 1963年4月1日 染織科を色染化学科と紡織科に分け各々1学級を募集。また被服科1学級を増募、家政科を新設し1学級を募集。農業科1学級募集と合わせて新1年生は6学級となった。
- 1968年2月22日 第1体育館竣工。
- 1971年3月31日 武道館竣工。
- 1971年11月2日 創立10周年記念式典”黎明の祭典”挙行。
- 1973年4月1日 紡織科を改めて繊維工学科とする。
- 1981年11月1日 創立20周年式典挙行。
- 1983年4月1日 第2体育館竣工。
- 1991年4月1日 被服科1学級減。
- 1991年1月9日 創立30周年記念式典挙行。
- 1995年4月1日 新潟県立十日町総合高等学校に改称。これまでの農業・色染化学・繊維工学・家政・被服科を恒久減とし、総合学科（5学級規模）を新設する。
- 2004年10月23日 午後5時56分 新潟県中越地震発生  管理教室棟2F・3Fせん断亀裂他亀裂多数、普通教室4室使用不可、校内窓ガラス破損多数、第1体育館天井材落下・床板沈下、校舎外構亀裂・沈下、グラウンド石垣亀裂破損等被害甚大。
- 2005年3月 南雲原農場施設を十日町市に譲渡。
- 2005年3月 20年ぶりの大豪雪  第1体育館サッカー枠破損、駐輪場屋根枠破損。
- 2011年3月12日 長野県北部地震発生  第1体育館天井材一部落下、基礎亀裂。
- 2011年11月5日 創立50周年記念式典挙行。

## 系列選択
- 人文・自然科学
- 農業生産
- 工業
- 生活文化
- ビジネス

## 教育目標
- 希望　創造　飛翔 ～希望を胸に創造性を発揮し大空へ羽ばたく～

## 校歌
- 『新潟県立十日町総合高等学校校歌』（作詞：野本郁太郎・作曲：古関裕而）[1]

## 学校行事
- 4月 - 前期始業式、入学式、委員会・クラブ編成、生徒総会
- 5月 - 第1回定期考査
- 6月 - 体育祭
- 7月 - 第2回定期考査
- 8月 - インターンシップ（2年次）、専門高校メッセ
- 9月 - 第3回定期考査、中学生体験入学
- 10月 - 後期始業式、修学旅行（2年次）
- 11月 - 赤城祭（文化祭）、生徒会役員選挙
- 12月 - 第4回定期考査、球技大会、生徒会任命式
- 1月 - スキー授業（1年次）、第5回定期考査（3年次）
- 2月 - 第5回定期考査（1・2年次）
- 3月 - 卒業式、終業式

## 生徒会活動
- 執行部
- 評議委員会
- 選挙管理委員会
- 機関誌編集委員会
- 行事運営委員会
- 応援団委員会
- 放送委員会
- 図書委員会
- 整備委員会
- 防災委員会
- 保健委員会

## 部活動
運動部
- 野球部
- 陸上競技部
- アルペンスキー部
- ノルディックスキー部
- 空手道部
- サッカー部
- ソフトテニス部
- 卓球部
- 男子バスケットボール部
- 女子バスケットボール部
- バレーボール部
- バドミントン部
- 剣道部

文化部・同好会
- 吹奏楽部
- 美術部
- 科学部
- 音楽部
- 写真部
- 華道部
- 商業クラブ
- 農業クラブ
- ボランティアサークル
- 英語同好会
- MACT同好会
- ファッションサークル

## 著名な出身者
- 尾身 孝昭（新潟県議会議員）
- 村山 朝偉（硝子工芸家・手描友禅染色作家）
- 西方 勝一郎（根茂レース代表取締役）

## 交通・アクセス
- JR東日本（飯山線）・北越急行（ほくほく線）・十日町駅より徒歩：約15分（1.2 km）